# Jardín Botánico de Florida
El Jardín Botánico de Florida (en inglés : Florida Botanical Gardens) es un jardín botánico de 30 acres (121405.7 m²) de cultivos y unos 60 acres de vegetación natural de la zona, localizado en Largo, Florida, en los  Estados Unidos. 
Dependiente administrativamente del Condado de Pinellas.

## Localización
Se ubica en el interior del "Pinewood Cultural Park".
Florida Botanical Gardens, 12520 Ulmerton Road, Largo, Pinellas county FL 33774 Florida, United States of America-Estados Unidos de América.
Planos y vistas satelitales.27°54′33″N 82°47′15″O / 27.90917, -82.78750
El jardín botánico está abierto todos los días del año, desde las 7am hasta el anochecer. La entrada es libre.  

## Historia
El Florida Botanical Gardens funciona como un centro de motivación y educación para los visitantes, mostrando la flora, la fauna y recursos naturales de los alrededores, todo ello mediante técnicas que promueven el respeto hacia el medio ambiente.

## Colecciones
Las colecciones del jardín botánico están enfocadas en 
- Especies de plantas nativas de la Florida.
- Especies de plantas exóticas y raras.
- Plantas de jardín.

En los 60 acres de vegetación natural hay humedales, pinos de terrenos anegados, bosque de robles y arbustos clasificados en estado amenazado crítico.
Hay documentados en la zona más de 150 especies de pájaros,  mamíferos, y reptiles. Varios de ellos especies en peligro o amenazadas incluyendo águilas calvas, tortugas de Gopher y las ardillas zorro de Sherman tienen su hogar aquí. 
Hay también una serie  de plantas amenazadas o en peligro.